# Catedral basílica Nuestra Señora de las Mercedes (Mercedes)
La Catedral Basílica "Nuestra Señora de las Mercedes" se encuentra en la ciudad de Mercedes, provincia de Buenos Aires, Argentina. Es cabeza de la Arquidiócesis de Mercedes-Luján ya que en ella se alberga la cátedra episcopal.
El actual templo de estilo neogótico fue construido en 1904. En él se encuentran los restos de don Saturnino Unzué y doña Inés Dorrego de Unzué, sus principales benefactores.
El 19 de abril de 2010, la Catedral Basílica fue declarada Monumento Histórico Nacional, bajo el decreto 492/2010.

## Historia

### Construcción de la capilla
La historia de la Catedral Basílica se encuentra ligada a los orígenes de la ciudad. La fundación de la ciudad de Mercedes se debió a la necesidad defensiva resultado de la tensión fronteriza con el indígena.
De la lucha contra los indígenas surgirá la "Guardia de Luján" en 1745 ya que se dispuso crear fuertes en los partidos de la frontera de Buenos Aires. Estos primeros milicianos no soportaron la dureza de la vida en estos incipientes fuertes y comenzaron a desertar dejando abandonados los fuertes. Fue necesario reemplazar a estos hombres con una tropa profesional y criolla: los llamados Blandengues.
Junto con la llegada de estos hombres, el Cabildo de Buenos Aires dispuso que en los fuertes se incorpore una capilla y vivienda para el religioso que acompañe a dichos milicianos. El primer capellán oficial de la compañía Blandengues fue el religioso mercedario Fray Hilario Pabón.
Al ser proclamada la Virgen de las Mercedes "patrona" de la campaña bonaerense en 1742 por mercedario Fray Nuño del Águila, el culto a la Virgen Redentora de cautivos se hizo más extendido y efectivo en los pueblos de la frontera que en otros lugares. Es por ello que las capellanías castrenses fueron inicialmente cubiertas por frailes mercedarios, cuya presencia en el Río de La Plata se remonta a la expedición de Pedro de Mendoza en 1536 y su asiento definitivo en Buenos Aires data en 1601.
A partir de 1791, el capellán castrense de la Guardia de Luján ejerció los sagrados ministerios de vicecura de su vecindario con facultad de administrar todos los sacramentos. Nace así la capellanía vicaria o viceparroquia bajo jurisdicción y curato de la Parroquia de Villa de Luján. La Capellanía Castrense se mantuvo hasta 1812 en que desapareció con la guarnición militar. El último capellán de la Guardia de Luján fue el Pbro. Francisco Silveira. Durante esa época el patrono del fuerte fue San José.
La primera capilla estaba dentro del fuerte (actual manzana de la municipalidad). Pero a principios del 1800 debido a que la población aumentaba y excedía los límites del fuerte, se decide construir una capilla fuera del fortín. La nueva iglesia fue construida en 1801 frente a la plaza (donde hoy es el atrio de la Catedral). La novedad también está en que el patronazgo de la nueva iglesia será ahora para "Nuestra Señora de las Mercedes", declarada patrona de la iglesia a partir de 1805. En 1807 se la declara patrona del fuerte. En 1825 la Capilla fue elevada a la categoría de parroquia.
Debido a que el templo parroquial se encontraba en ruinas y a punto de derrumbarse, el gobernador Juan Manuel de Rosas dispuso la construcción de una nueva parroquia. Después de muchas peripecias, el nuevo templo quedó finalizado en 1852. El edificio estaba emplazado en la actual esquina de 27 y 24.

### Construcción de la iglesia actual

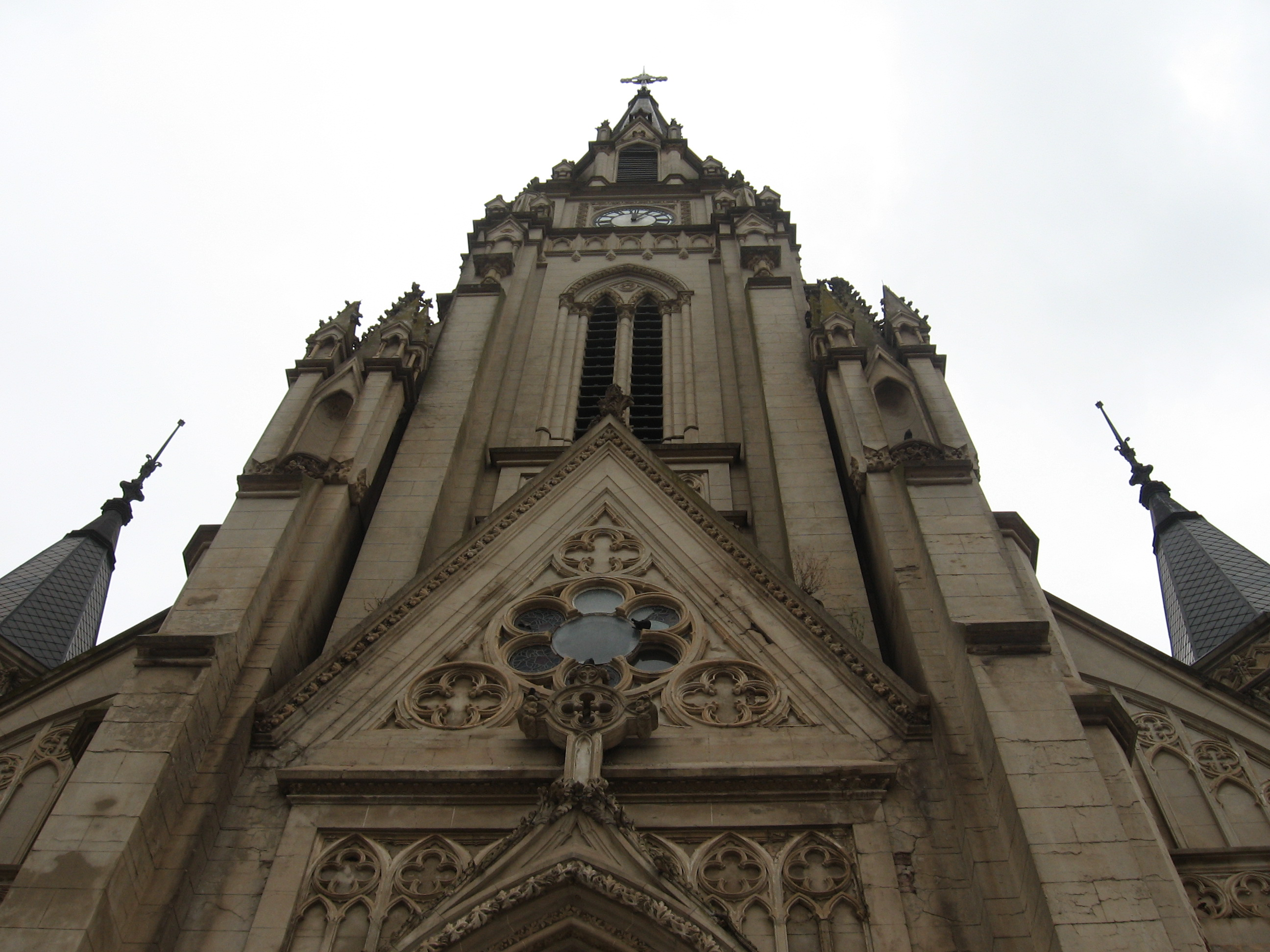
Fachada de la catedral de Mercedes.

A medida que transcurrieron los años, Mercedes crecía considerablemente (ya era partido, cabecera judicial y llegaba el ferrocarril), por lo que parecía que el templo quedaba pequeño. Surge la idea de construir una nueva iglesia.
Los primeros proyectos comenzaron en 1882 pero será recién a principios del siglo XX que comenzará a efectivizarse la iniciativa. El viejo templo fue demolido en 1904 y se formó una comisión de notables del pueblo para la construcción del nuevo templo bajo la presidencia de Saturnino Unzué en dicha comisión. Se llamó a concurso para elegir el estilo del nuevo templo. Se presentaron 20 proyectos, de todos los estilos. Fue elegido el proyecto del arquitecto Jacques Dunant. Para el nuevo edificio se adquirieron los terrenos de la manzana logrando así que el templo quedase en el centro rodeado de jardines.
La construcción comenzó en 1904. A los dos años ya se alzaba la torre principal (73 m) con la cruz principal en su cúspide (11 m). Se había traído la pizarra de Inglaterra. Pero se agotaron los fondos y la obra quedó paralizada. En 1912 un temporal produce la voladura de andamiajes, pizarras, pilares y cornisas. Hasta el momento, las obras eran costeadas por donantes particulares y pequeños comerciantes. Debido a la magnitud de la obra y a las dificultades económicas se decide recurrir al hombre más rico de la zona: don Saturnino Unzué. Hombre de la industria ganadera, era considerado en su época uno de los más grandes hacendados del mundo entero.

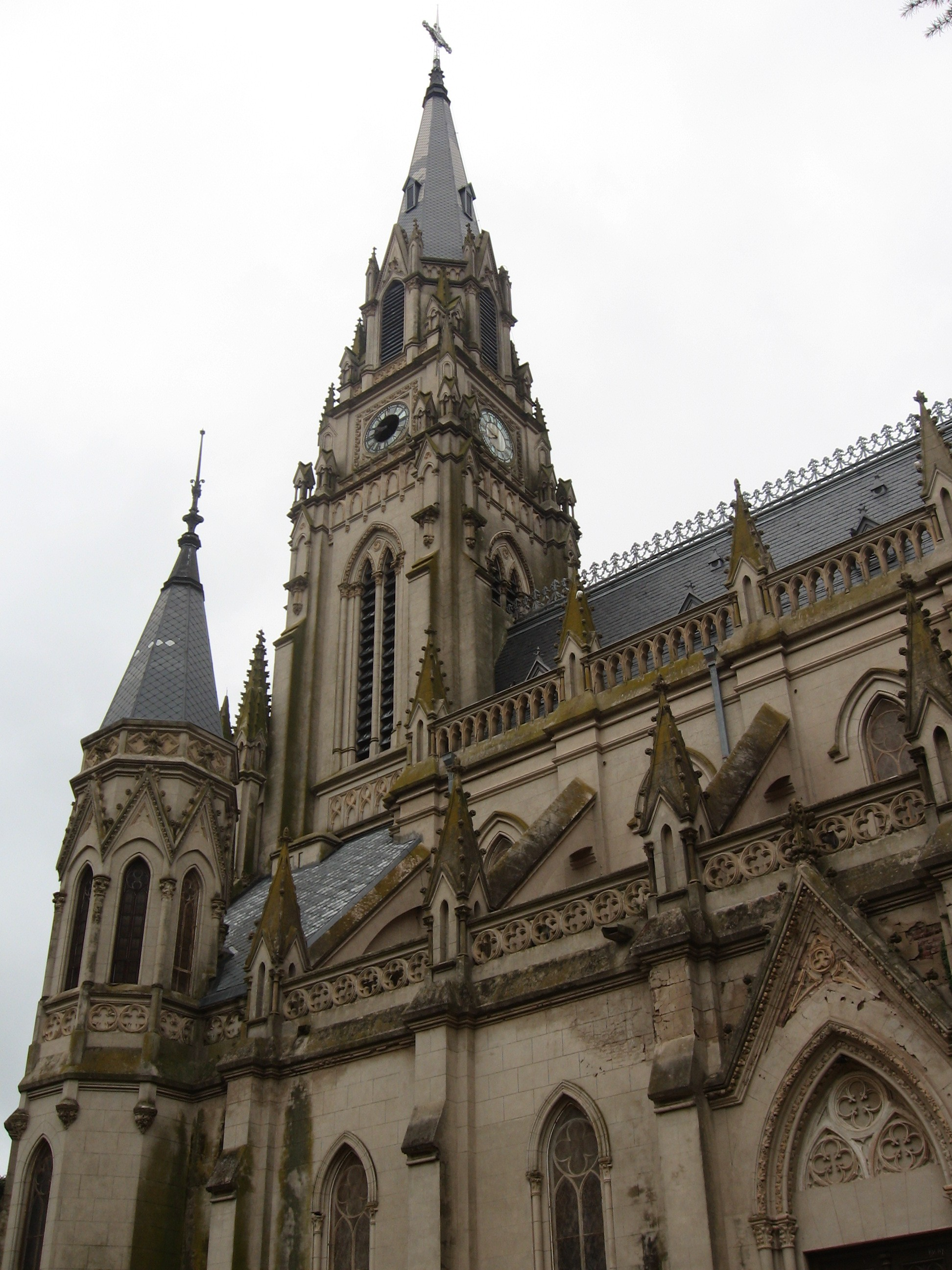
Parte trasera de la catedral.

En 1913 aceptó correr todos los gastos que demandase la terminación del templo y también levantar la casa parroquial. Como dato anecdótico, Unzué decidió donar todo lo que su mejor caballo ganase en los hipódromos. Ocurrencia era el nombre de la yegua que ganó el Gran Premio Carlos Pellegrini entre otros. El producto de sus triunfos, de muchos miles de pesos, los destinó su dueño exclusivamente a las obras de la nueva iglesia.
En 1913 se designó al arquitecto francés Francisque Fleury Tronquoy para confeccionar los planos que modificaron el proyecto original. El arquitecto Tronquoy había diseñado los planos del famoso Edificio Gath & Chaves en 1912. La reforma incluía pilares y arcos, construyendo las bóvedas en cemento armado, suprimiendo las lucarnas de la cubierta y dando mayor altura a las torres laterales. Pero en 1916, quedaron paralizadas de nuevo debido a estallido de la Primera Guerra Mundial. El bloqueo marítimo impidió la llegada de Europa de los materiales empleados en la construcción.
En 1918 retornaron las obras. De Italia llegaron los mármoles que faltaban para el piso. En 1920 el obispo auxiliar de La Plata, Santiago Copello, consagró las campanas. En 1921 el obispo Francisco Alberti consagró solemnemente la nueva iglesia. Se hizo presente el gobernador de la provincia —Camilo Crotto— además de senadores, diputados, dignatarios de la iglesia y autoridades locales.
Unzué donó ese año los cuatro altares laterales: San Luis Gonzaga y San Roque, San José, Sagrado Corazón traídos de Italia. Estos últimos fueron donados por las hermanas de don Saturnino Unzué: Concepción Unzué de Casares y María de los Remedios Unzué de Alvear.
Inés Dorrego de Unzué, esposa del magnate, por su parte, hizo entrega del órgano, de la casa Walcker de Alemania, de la imagen de la Piedad y de las lámparas góticas. El 20 de abril de 1934 la parroquia fue elevada a la dignidad de Iglesia Catedral, al ser declarada Mercedes sede episcopal y su iglesia matriz cátedra del obispo. Como primer obispo fue elegido monseñor Juan Chimento.
En 1949 el papa Pio XII le otorga a la Iglesia Catedral el título de "Basílica Menor".
En la década de los treinta, cuando muere la Sra. Inés Dorrego de Unzué, por iniciativas del párroco, Bernadino Ansaldo, se inicia la construcción de la Cripta para albergar los restos del matrimonio Unzué. Dicha construcción es de una especial belleza. Los mausoleos de los Unzué están hechos con mármol de Etiopía, material único en nuestro país. La cripta está a seis metros de profundidad, esto provocó que, con el correr de los años, las napas se eleven provocando inundaciones. Actualmente se ha encontrado un sistema hidráulico para impedir la filtración de agua.
En el año 2000 se construyó la Capilla Jubilar para adorar el Santísimo Sacramento; f.ue bendecida por monseñor Rubén Di Monte. En el año 2008 se reformó la sacristía.

## Restauración
El 16 de noviembre de 2011 se comenzaron las tareas de restauración de la Catedral Basílica con una inversión de 4 135 000 de pesos. Las obras contemplan la limpieza del frente, reparación de mampostería y pintura.

## Galería de fotos

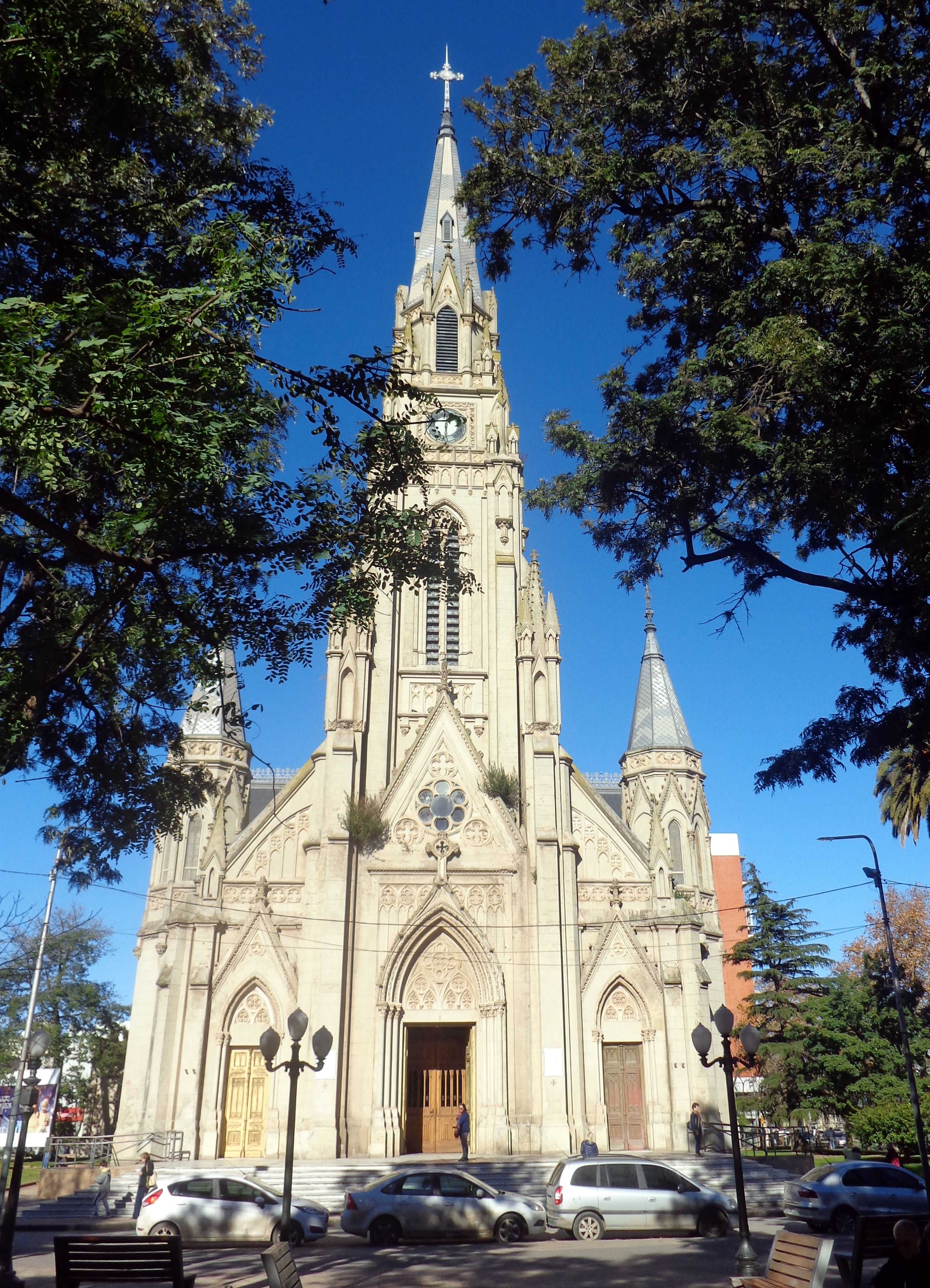
Vista de la catedral desde la Plaza San Martín.
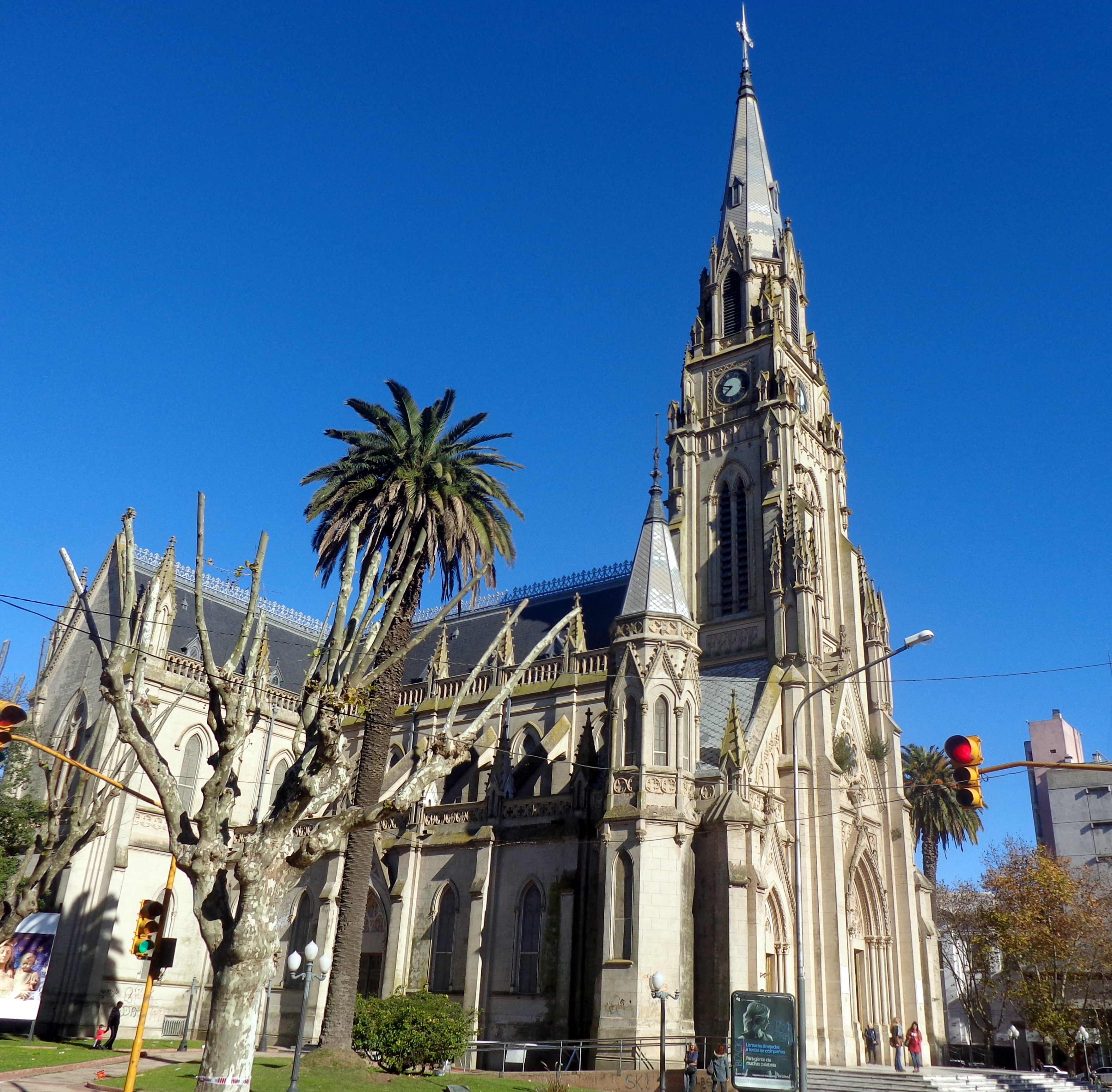
Vista diurna desde el sur.
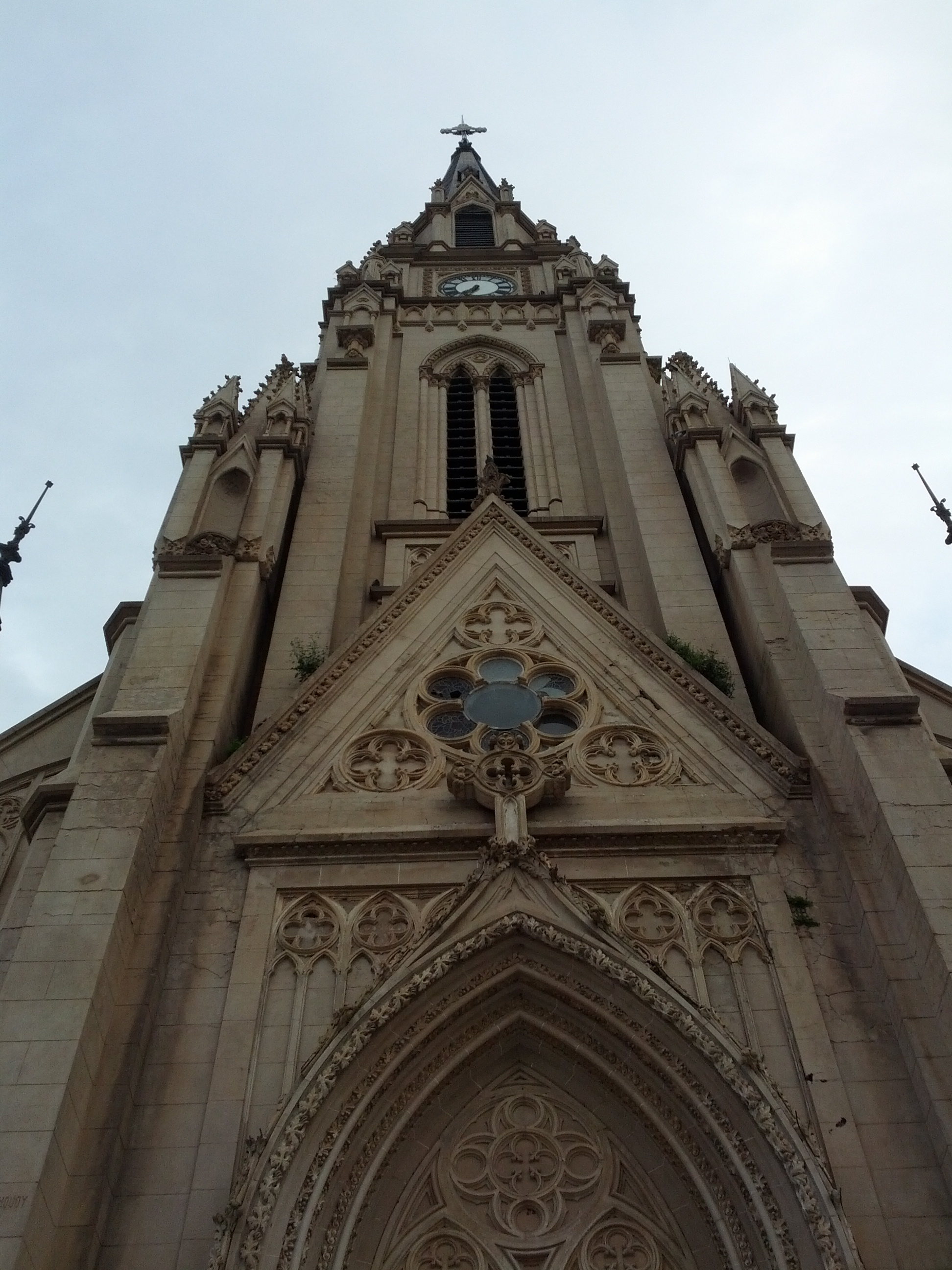
Fachada principal.
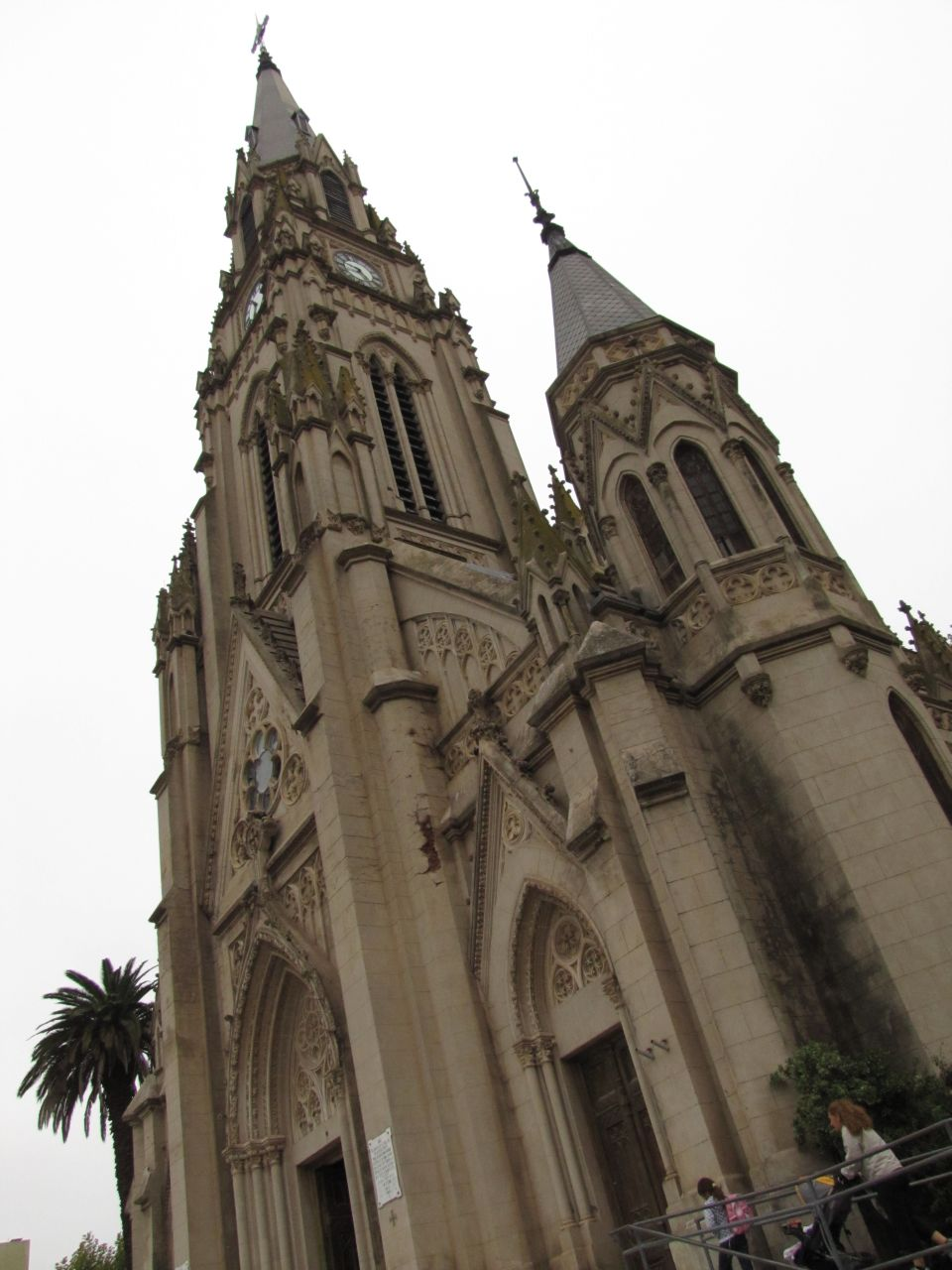
Vista de la entrada principal.
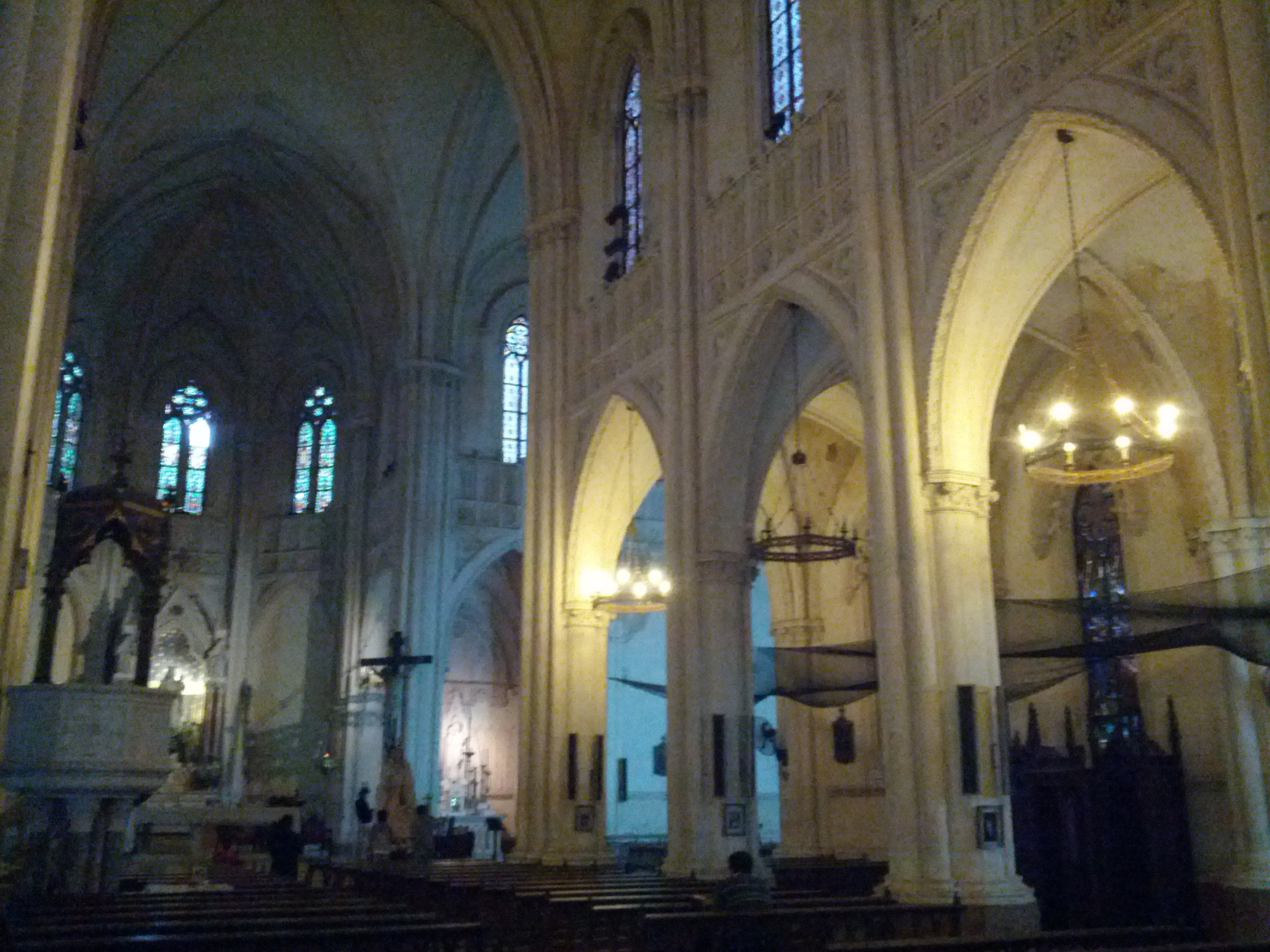
Interior de la catedral.
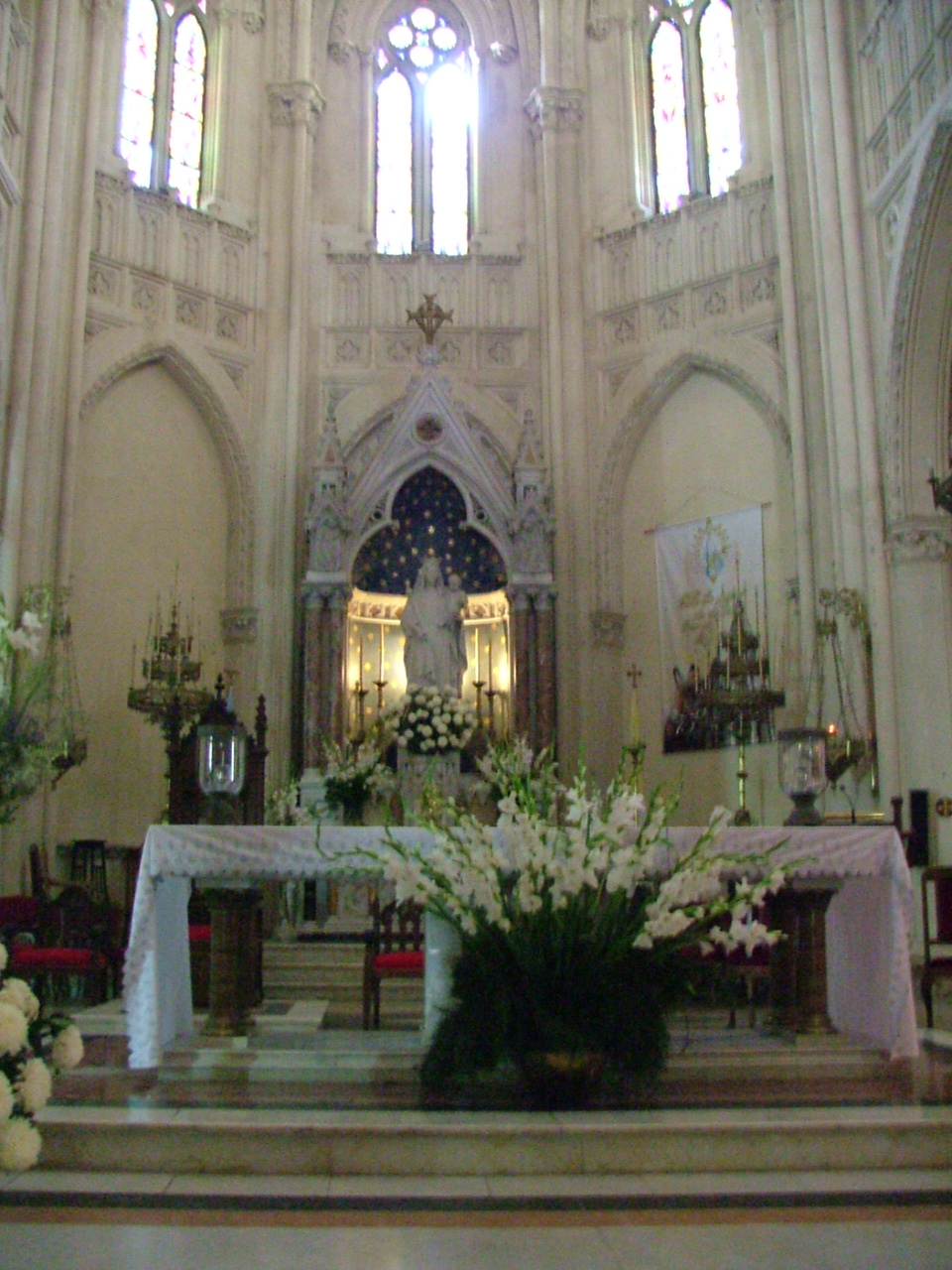
Altar principal de la catedral.
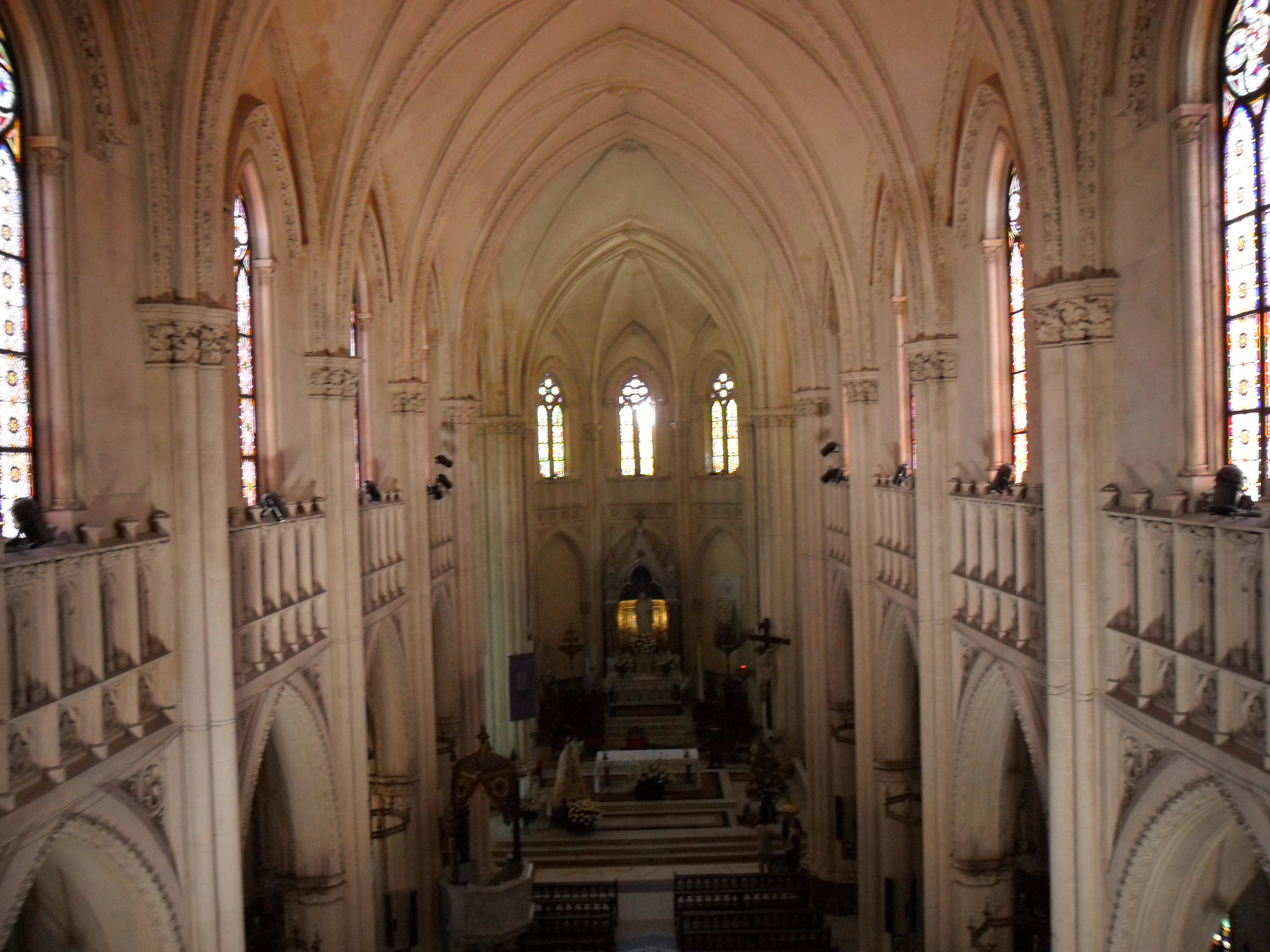
Vista de la nave central desde el coro.
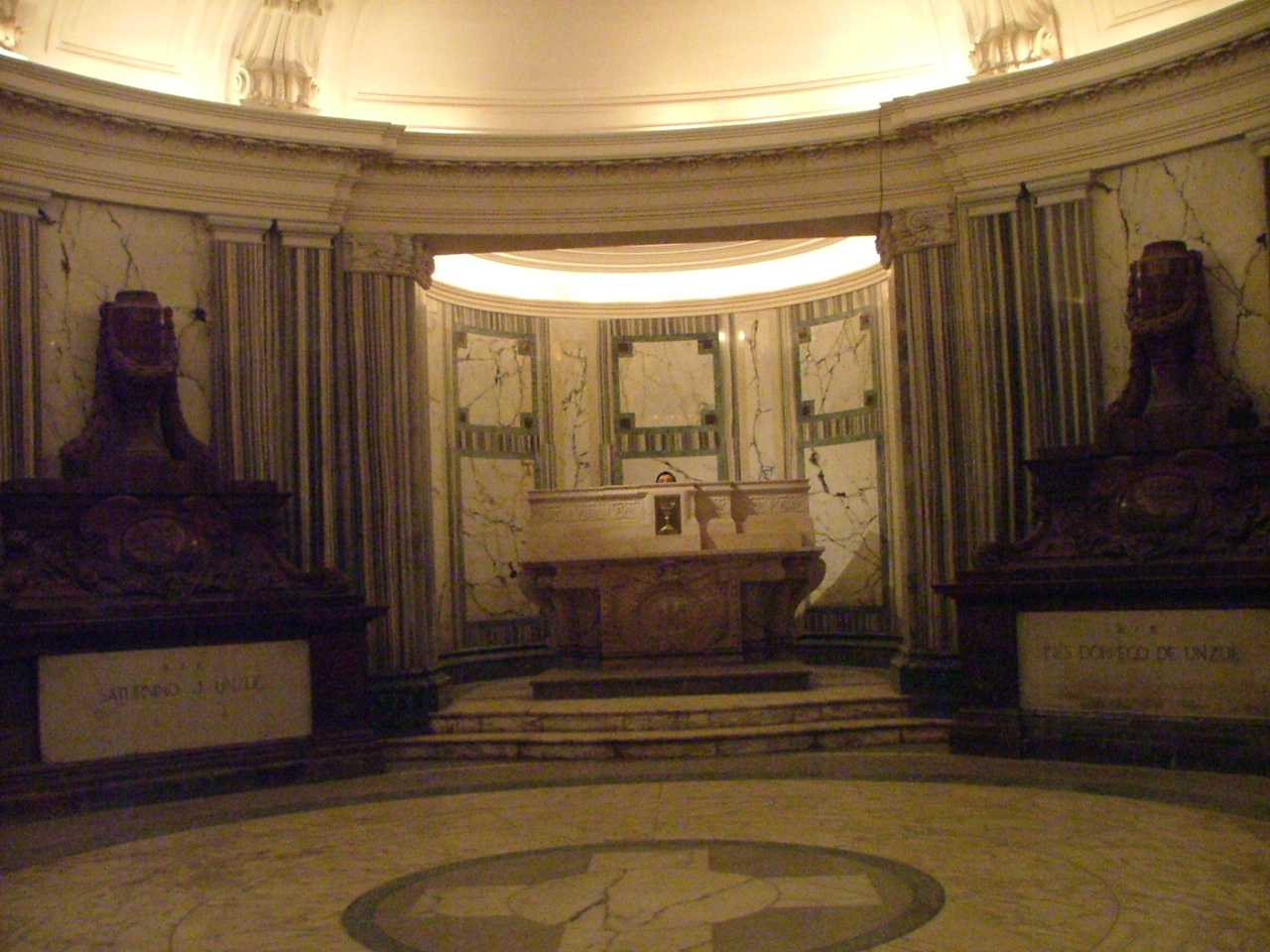
Cámara sepulcral y altar de la cripta.
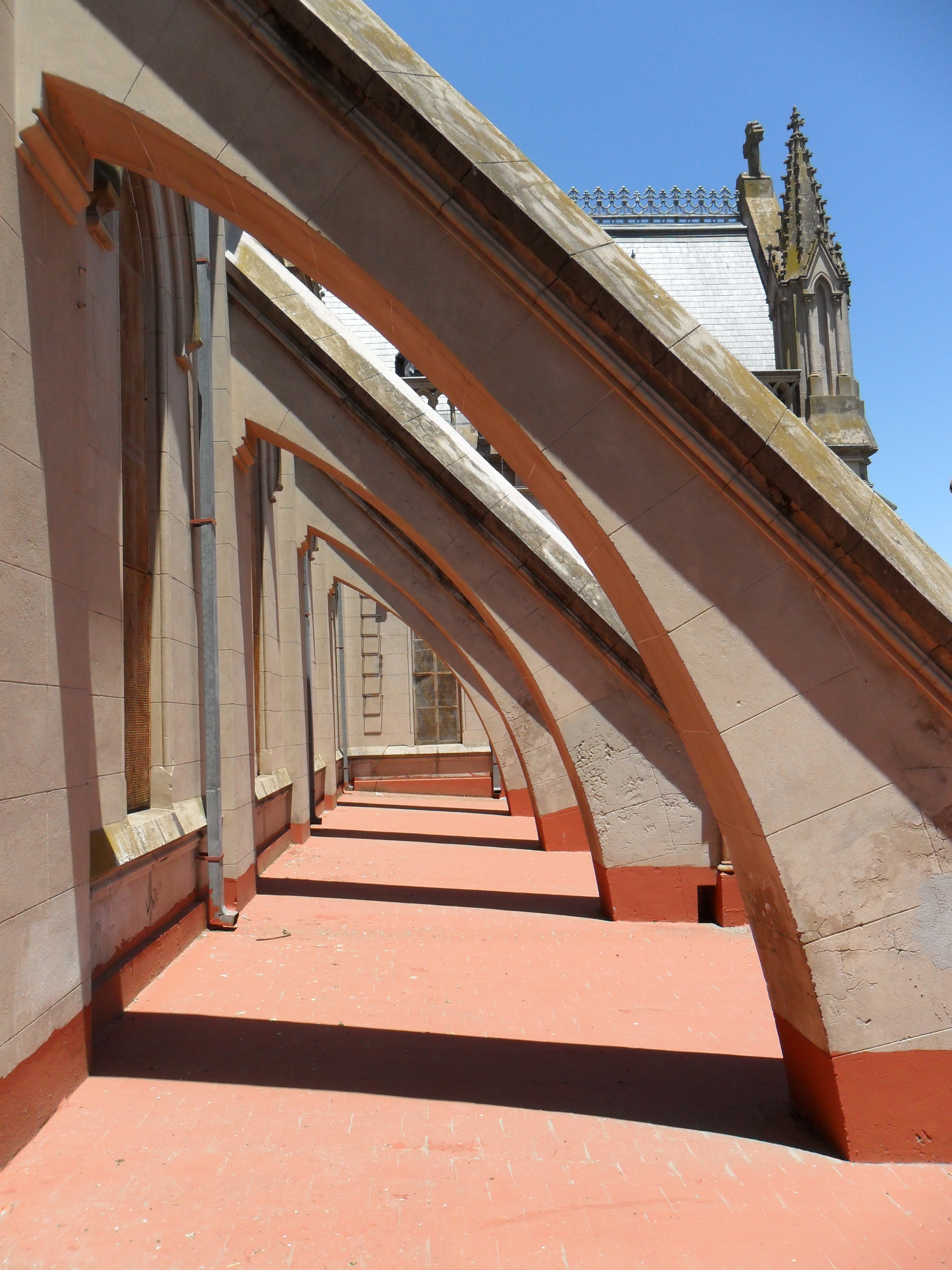
Arbotantes de la catedral.
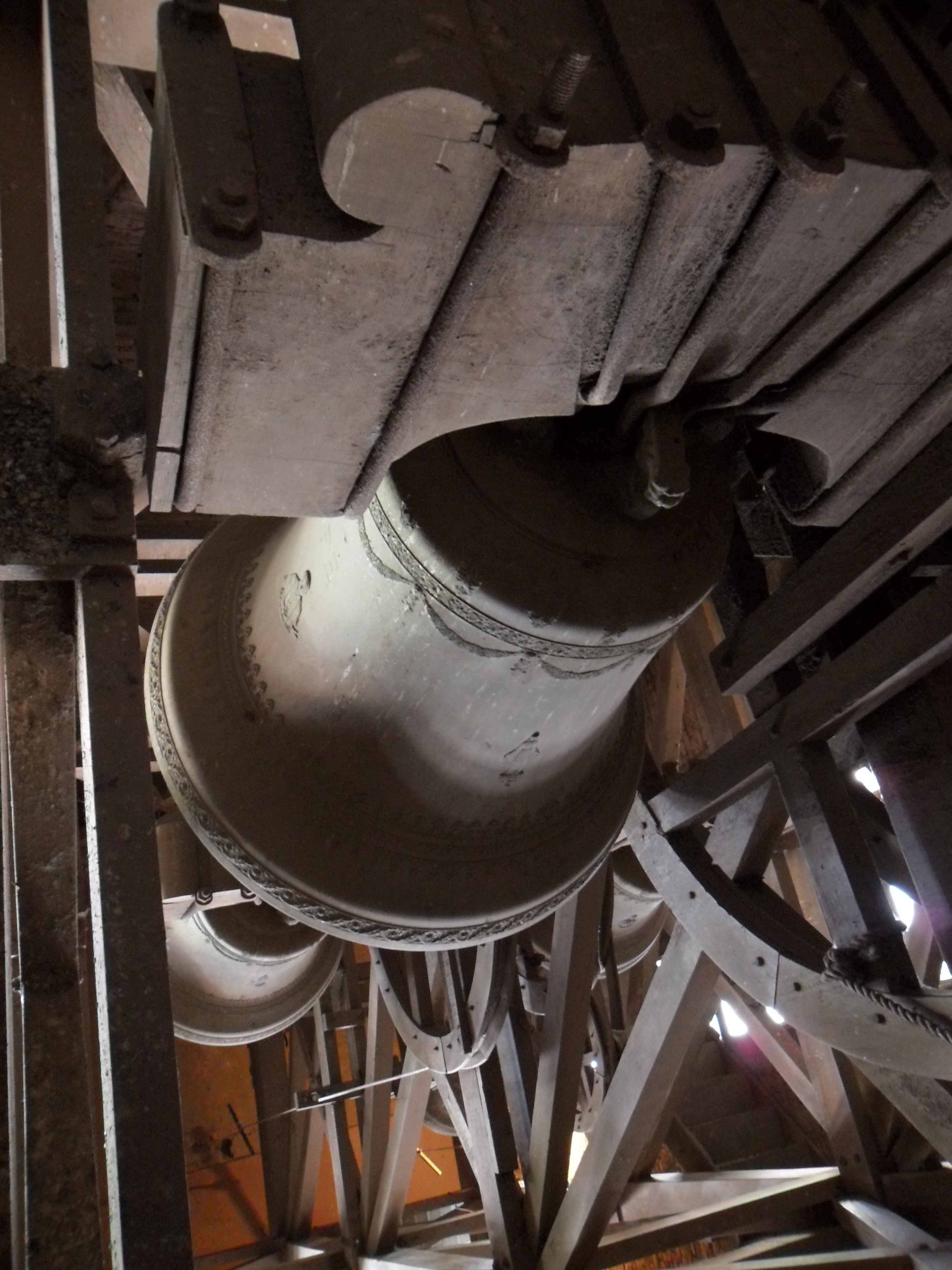
Campanario de la catedral.
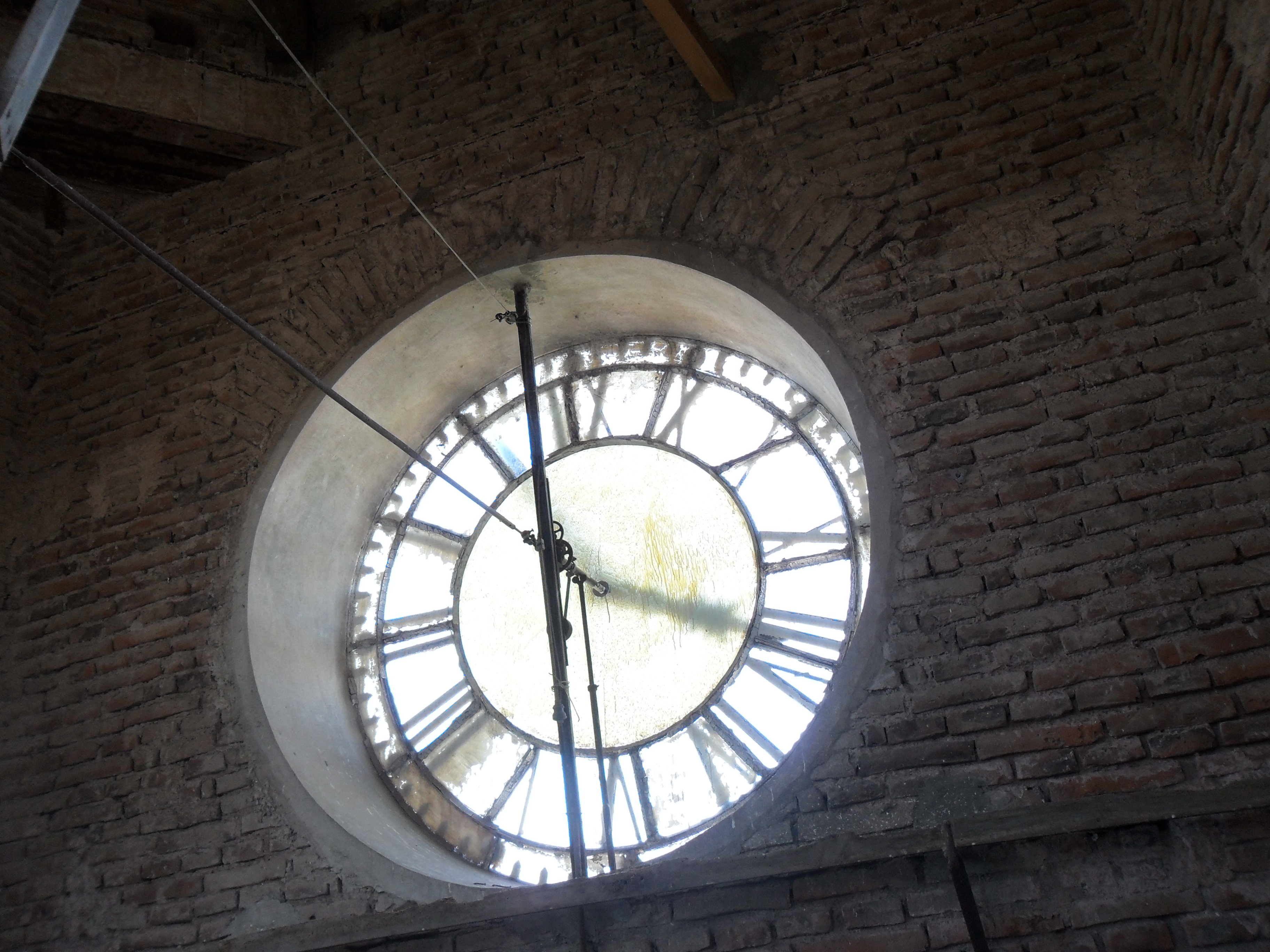
Vista del reloj desde el campanario.